# Équipe d'Autriche de football au Championnat d'Europe 2008
Cet article relate le parcours de l’équipe d'Autriche de football lors du championnat d'Europe de football 2008 qui aura lieu du 7 au 29 juin 2008 en Autriche et en Suisse.

## Matchs de préparation
| Date        | Stade, ville                | Adversaire | Résultat | Buteurs autrichiens                                     |
| 27 mai 2008 | Stadion Graz-Liebenau, Graz | Nigeria    | 1-1      | Kienast 11e                                             |
| 30 mai 2008 | Stadion Graz-Liebenau, Graz | Malte      | 5-1      | Aufhauser 8e, Linz 11e, 67e pen, Vastic 76e, Harnik 92e |

En étrillant Malte, l'équipe d'Autriche s'est rassurée elle-même et a également rassuré ses supporters, qui avaient auparavant fait une pétition pour demander le retrait de l'Autriche de la compétition (car ils jugeaient qu'elle n'avait pas le niveau pour y participer (elle est qualifiée d'office en tant qu'organisateur)).

## Maillot
Pour le Championnat d'Europe de football 2008, c'est puma (équipementier) qui fut choisi pour confectionner le maillot de cette équipe.
| Couleurs | Rouge et blanc       |
| Marque   | puma (équipementier) |
| Domicile | Extérieur            |

## Effectif
Le sélectionneur, Josef Hickersberger, a annoncé une liste composée de vingt-trois joueurs pour l'euro.
| Numéro / Nom | Numéro / Nom            | Équipe actuelle    | Date de naissance | J.              | Buts            |                 |                 |                 |
| Gardiens de but | Gardiens de but         | Gardiens de but    | Gardiens de but   | Gardiens de but | Gardiens de but | Gardiens de but | Gardiens de but | Gardiens de but |
| --- | ----------------------- | ------------------ | ----------------- | --------------- | --------------- | --------------- | --------------- | --------------- |
| 1 | Alex Manninger          | AC Sienne          | 04.06.1977        | 0               | 0               | 0               | 0               | 0               |
| 21 | Jürgen Macho            | AEK Athènes        | 24.08.1977        | 3               | 0               | 0               | 0               | 0               |
| 22 | Ramazan Özcan           | 1899 Hoffenheim    | 28.06.1984        | 0               | 0               | 0               | 0               | 0               |
| Défenseurs |                         |                    |                   |                 |                 |                 |                 |                 |
| 2 | Sebastian Prödl         | SK Sturm Graz      | 21.06.1987        | 2               | 0               | 2               | 0               | 0               |
| 12 | György Garics           | SSC Naples         | 08.03.1984        | 2               | 0               | 0               | 0               | 0               |
| 15 | Martin Stranzl          | Spartak Moscou     | 16.06.1980        | 3               | 0               | 1               | 0               | 0               |
| 5 | Ronald Gërçaliu         | Austria Vienne     | 12.02.1986        | 1               | 0               | 0               | 0               | 0               |
| 3 | Emanuel Pogatetz        | Middlesbrough      | 16.01.1983        | 3               | 0               | 1               | 0               | 0               |
| 13 | Martin Hiden            | SK Austria Kärnten | 11.03.1973        | 1               | 0               | 0               | 0               | 0               |
| 4 | Markus Katzer           | Rapid Vienne       | 11.12.1979        | 0               | 0               | 0               | 0               | 0               |
| 16 | Jürgen Patocka          | Rapid Vienne       | 30.07.1977        | 0               | 0               | 0               | 0               | 0               |
| Milieux de terrain |                         |                    |                   |                 |                 |                 |                 |                 |
| 18 | Christian Fuchs         | SV Mattersburg     | 07.04.1986        | 1               | 0               | 0               | 0               | 0               |
| 10 | Andreas Ivanschitz Cap. | Panathinaïkos      | 15.10.1983        | 3               | 0               | 1               | 0               | 0               |
| 8 | Ivica Vastic            | LASK Linz          | 29.09.1969        | 2               | 1               | 0               | 0               | 0               |
| 11 | René Aufhauser          | Red Bull Salzbourg | 21.06.1976        | 3               | 0               | 0               | 0               | 0               |
| 19 | Ümit Korkmaz            | SV Mattersburg     | 17.09.1985        | 3               | 0               | 1               | 0               | 0               |
| 17 | Christoph Leitgeb       | Red Bull Salzbourg | 14.04.1985        | 2               | 0               | 0               | 0               | 0               |
| 6 | Jürgen Säumel           | SK Sturm Graz      | 08.09.1984        | 3               | 0               | 1               | 0               | 0               |
| 20 | Joachim Standfest       | Austria Vienne     | 30.05.1980        | 1               | 0               | 0               | 0               | 0               |
| Attaquants |                         |                    |                   |                 |                 |                 |                 |                 |
| 7 | Roman Kienast           | Ham-Kam            | 29.03.1984        | 3               | 0               | 0               | 0               | 0               |
| 14 | Martin Harnik           | Werder Brême       | 10.06.1987        | 3               | 0               | 0               | 0               | 0               |
| 9 | Roland Linz             | Sporting Braga     | 09.08.1981        | 2               | 0               | 0               | 0               | 0               |
| 23 | Erwin Hoffer            | Rapid Vienne       | 14.04.1987        | 1               | 0               | 1               | 0               | 0               |
| Sélectionneur |                         |                    |                   |                 |                 |                 |                 |                 |
| | Josef Hickersberger     |                    | 27.04.1948        |                 |                 |                 |                 |                 |
| Réserve Joueurs qui n'ont pas participé au stage d'entraînement mais qui pouvaient faire office de remplaçants jusqu'au 7 juin |                         |                    |                   |                 |                 |                 |                 |                 |
| Non communiquée |                         |                    |                   |                 |                 |                 |                 |                 |
| Blessé Joueur initialement annoncé dans l'équipe nationale pour l'euro mais remplacé avant le 7 juin                           |                         |                    |                   |                 |                 |                 |                 |                 |
| D |                         |                    |                   |                 |                 |                 |                 |                 |

## Résultats

### Premier tour: groupe B
| Date         | Équipe 1 | Équipe 2  | Résultat | Buteurs                             |
| 8 juin 2008  | Autriche | Croatie   | 0 - 1    | Modrić (4e)                         |
| 12 juin 2008 | Autriche | Pologne   | 1 - 1    | Vastic (90+3e) \| R.Guerreiro (30e) |
| 16 juin 2008 | Autriche | Allemagne | 0 - 1    | Ballack (49e)                       |

L'Autriche qui coorganisait cet Euro avec la Suisse est éliminée en terminant troisième du groupe B à la suite de sa défaite 0-1 contre son voisin allemand lors du dernier match. Elle finit avec un bilan de deux défaites, un match nul, 1 but inscrit et 3 buts concédés.